# The Brittas Empire
The Brittas Empire is een Engelse komedieserie die op de Engelse tv werd uitgezonden van 1991 tot 1997. De serie gaat over Gordon Brittas, gespeeld door Chris Barrie. Hij is de directeur van het Leisure Centre van het fictieve Whitbury New Town en hij denkt dat hij beter is dan alles en iedereen. De eerste vijf reeksen werden door Richard Fegen en Andrew Norriss geschreven; reeksen zes en zeven waren van de hand van verschillende gastscenaristen.
De serie draait rond de onhebbelijkheden van sportcentrumdirecteur Gordon Brittas, die een groteske regelneef en tegelijk buitengewoon naïef is. Door zijn utopische idealisme heeft hij niet de geringste voeling met zijn personeelsleden of het publiek, wat hem voortdurend in absurde situaties laat belanden. De toezichthouder van het zwembad, Colin Weatherby, lijdt aan allerhande besmettelijke ziekten en wast nooit zijn handen, waardoor Brittas hem uiteindelijk tot hoofd van de toiletten benoemt. Carole, de receptioniste, is een alleenstaande moeder en bewaart haar twee zuigelingen in de schuifladen van de receptie. Door een misverstand wordt zij opnieuw zwanger; haar tweeling blijkt van Brittas te zijn, maar die realiseert zich dat pas in de laatste aflevering.
Tim en Gavin zijn een overduidelijk homoseksueel koppel, dat ook samenwoont. Dit wordt in de serie echter nooit uitdrukkelijk vermeld, en Brittas gaat er geen moment van uit dat zij bij elkaar horen. Gavin volgt avondlessen in bedrijfsleiding en wordt in de loop van de serie tot adjunct-directeur aangesteld. Hierdoor haalt hij zich de haat van Colin op de hals, die Gordon Brittas verafgoodt.
Julie is de extreem brutale secretaresse van Brittas, maar het lijkt hem nooit op te vallen hoezeer zij hem schoffeert. Brittas is getrouwd met Helen, die allerlei drugsverslavingen en neuroses heeft en er talloze minnaars op nahoudt; ook dat merkt Gordon Brittas nooit. Hij is uitsluitend geïnteresseerd in het verwezenlijken van zijn ‘droom’: wereldwijde harmonie dankzij sportcentra. Hieraan verspilt hij dan ook handenvol geld, waardoor mijnheer Drugget van het gemeentebestuur een plan opvat om hem naar de Europese Unie te versluizen: daar kan hij immers naar hartenlust geld aan nutteloze bureaucratie verspillen.
Aan het eind van de vijfde reeks sterft Brittas, maar de hemel kan hem niet uitstaan en stuurt hem terug. Zodoende volgen er nog twee reeksen, waarin Brittas zijn rampzalige beleid kan voortzetten, terwijl hij denkt dat hij ’s werelds grootste weldoener is.

## Cast
| Acteur         | Personage        |
| -------------- | ---------------- |
| Chris Barrie   | Gordon Brittas   |
| Jill Greenacre | Linda Perkin     |
| Pippa Haywood  | Helen Brittas    |
| Harriet Thorpe | Carole Parkinson |
| Russell Porter | Tim Whistler     |
| Michael Burns  | Colin Weatherby  |
| Tim Marriott   | Gavin Featherly  |
| Judy Flynn     | Julie            |
| Julia St. John | Laura Lancing    |